# 白鷺

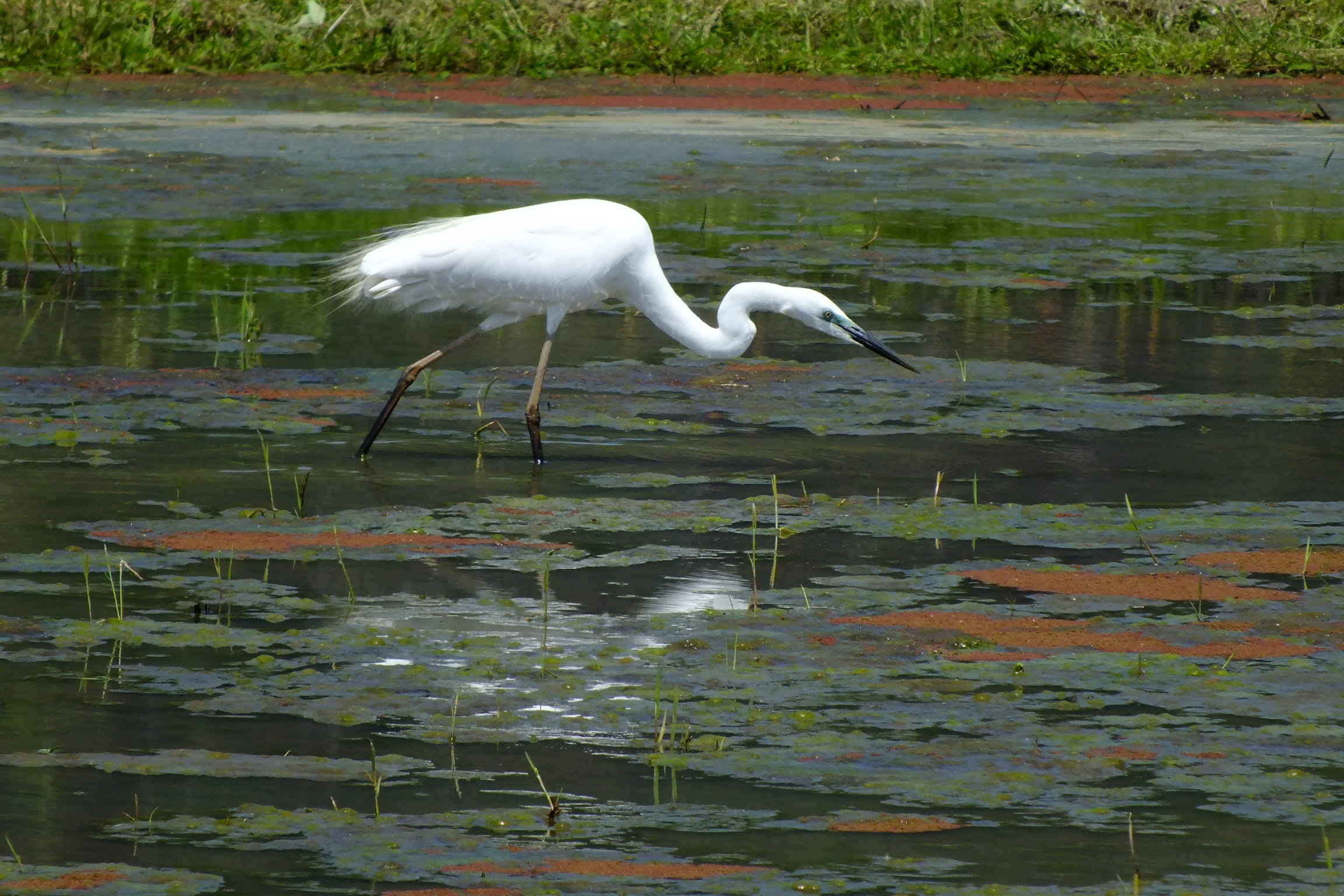
春、水を張った田に飛来した白鷺（ダイサギ・成鳥夏羽）

白鷺（しらさぎ、はくろ、英: egret）とは、ほぼ全身が白いサギ類の総称、またコサギ属の旧名である。種名ではないが、漢字表記は中国語でコサギを指す。日本ではダイサギ・チュウサギ・コサギ、およびまれに飛来するカラシラサギが該当する。時にアマサギ（冬羽は全体に白い）や、クロサギの白色型も加えられる。目前の白鷺を同定するには、大きさや、くちばし、趾（あしゆび）の色、冠羽の有無などを手掛かりとする。

## 形態
よく目立ち、くちばし、頸、足が長い。成鳥は、雌雄とも繁殖期の前になると頭や背に飾り羽が生じる。

## 生態
シラサギ類の多くは渓流など清冽な水域には生息せず、富栄養化が進んだ水域に見られる。よく他の種類のサギたちと同じ個所に集まって営巣し繁殖する。このサギ類の集団繁殖地（コロニー）は鷺山（さぎやま）と呼ばれる。

## 人間との関係

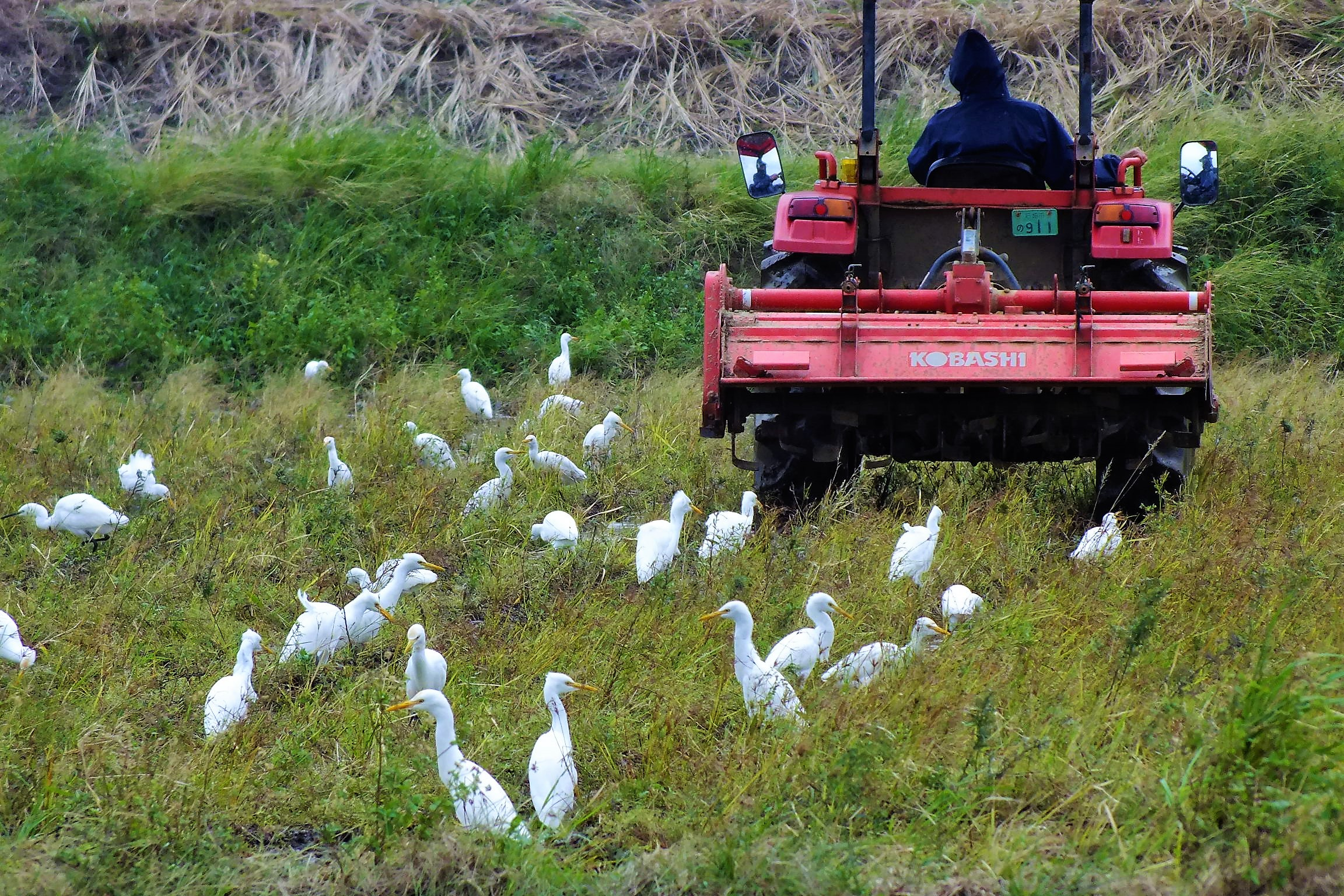
人間が耕運機で耕した後の畑の虫やミミズを捕食する白鷺（石垣島）2015年12月16日

集団営巣することから、糞、餌や雛の腐臭や鳴き声が、人にとって公害となることがある。
徳島県では1965年（昭和40年）10月より、白いサギ科の鳥の総称としての「しらさぎ」を県の鳥に制定している。

### 利用
コサギは後頭に冠羽があり、日本画のモチーフとして多用されてきた。
繁殖期の背の飾り羽はとても美しく、婦人用の帽子の飾り（エグレット：フランス語で白鷺の意）に多用されたが、現在は多くの国で規制の対象となっている。

## ギャラリー

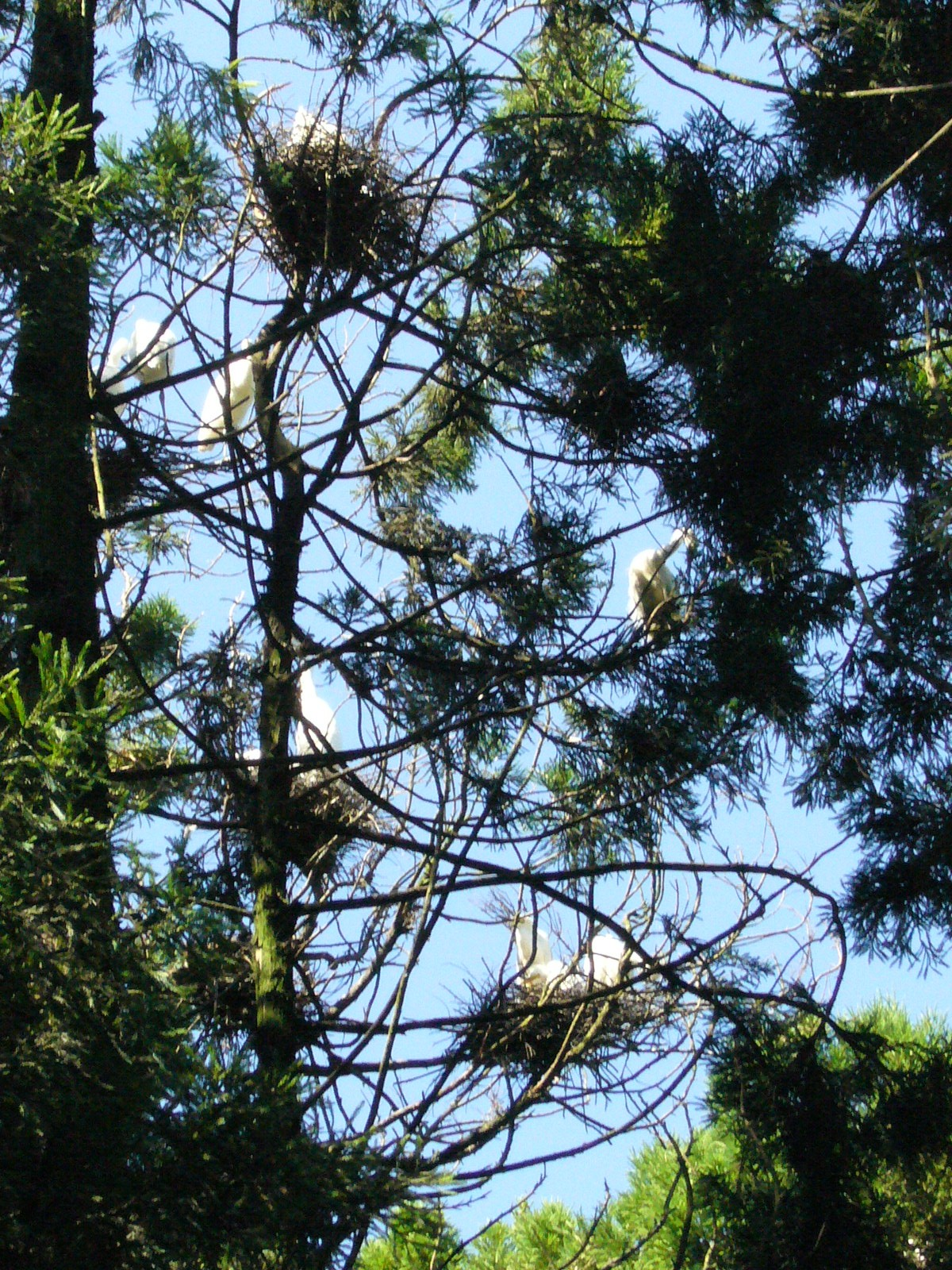
サギ山で繁殖するシラサギ
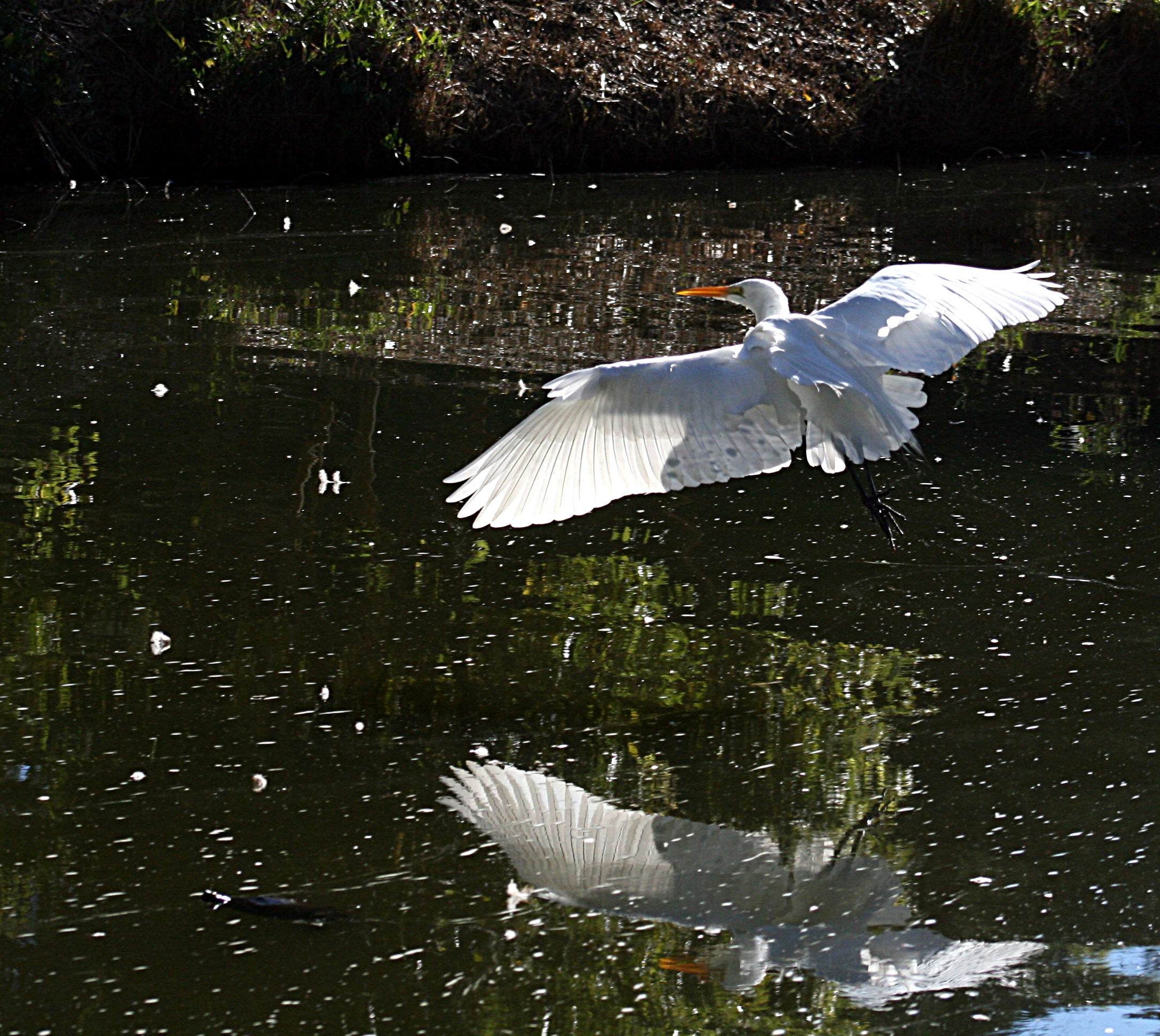
飛んでいる姿
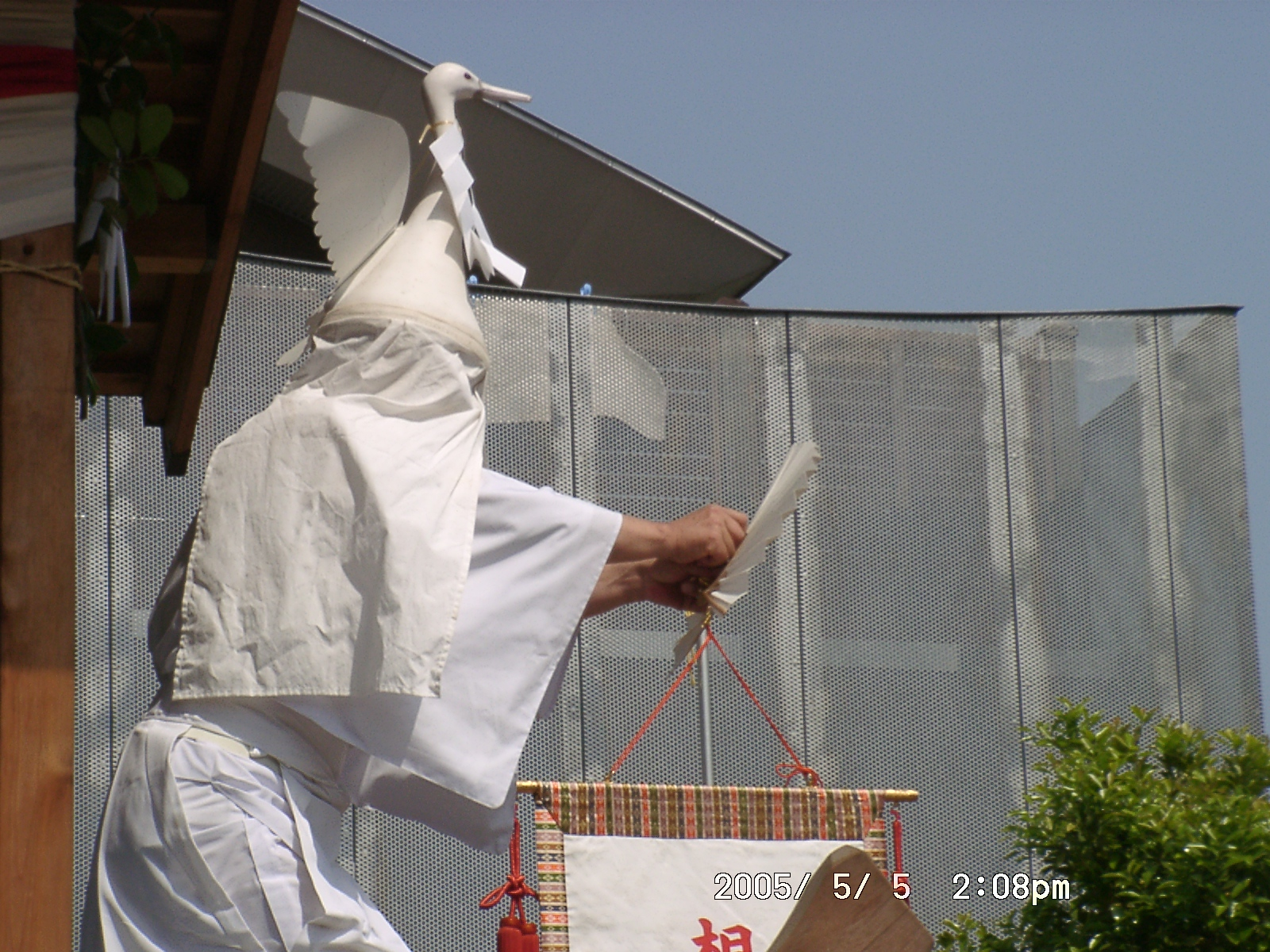
国府祭の舟形舞台での鷺の舞
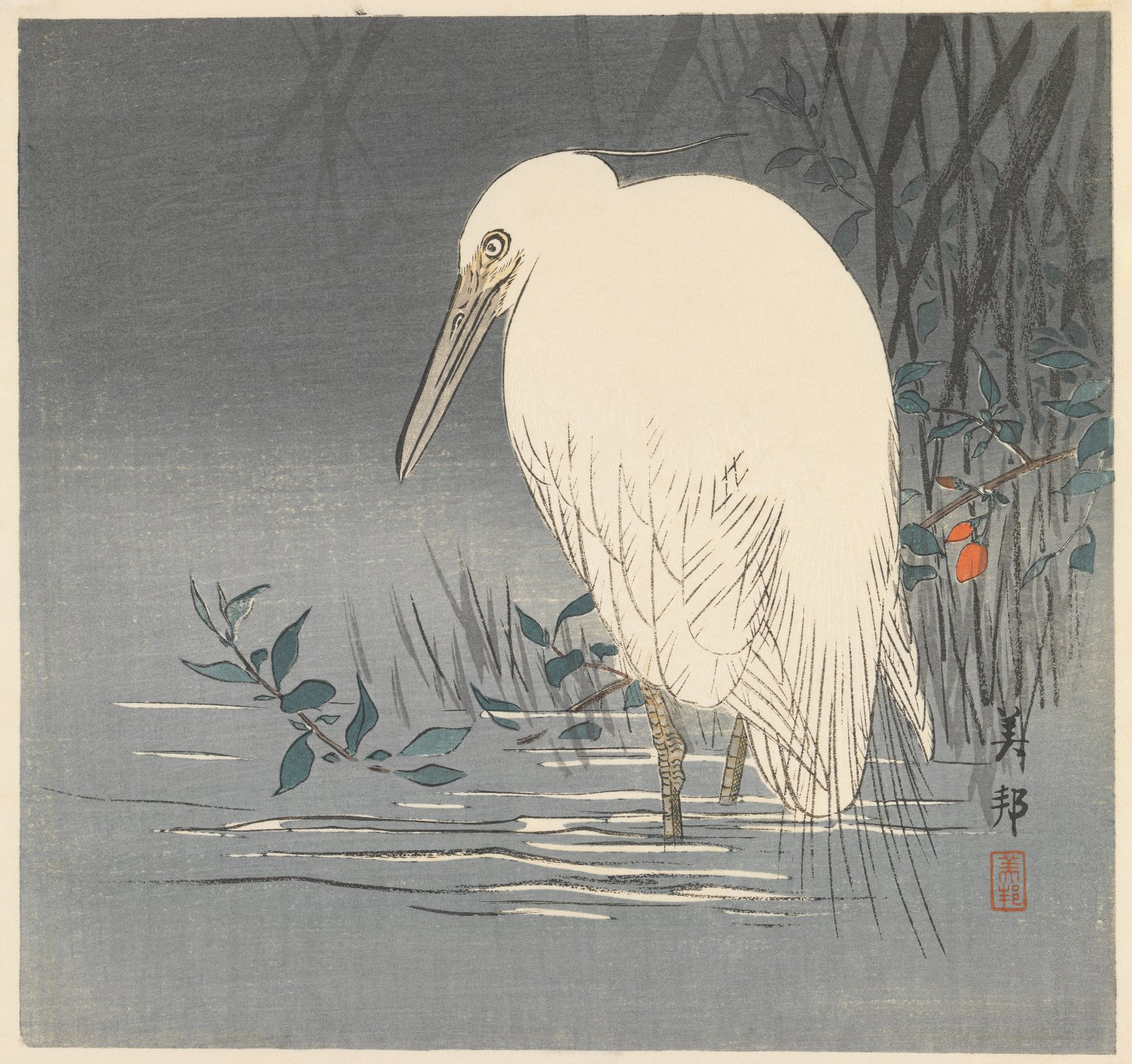
サギを描いた浮世絵（ブルックリン美術館所蔵）
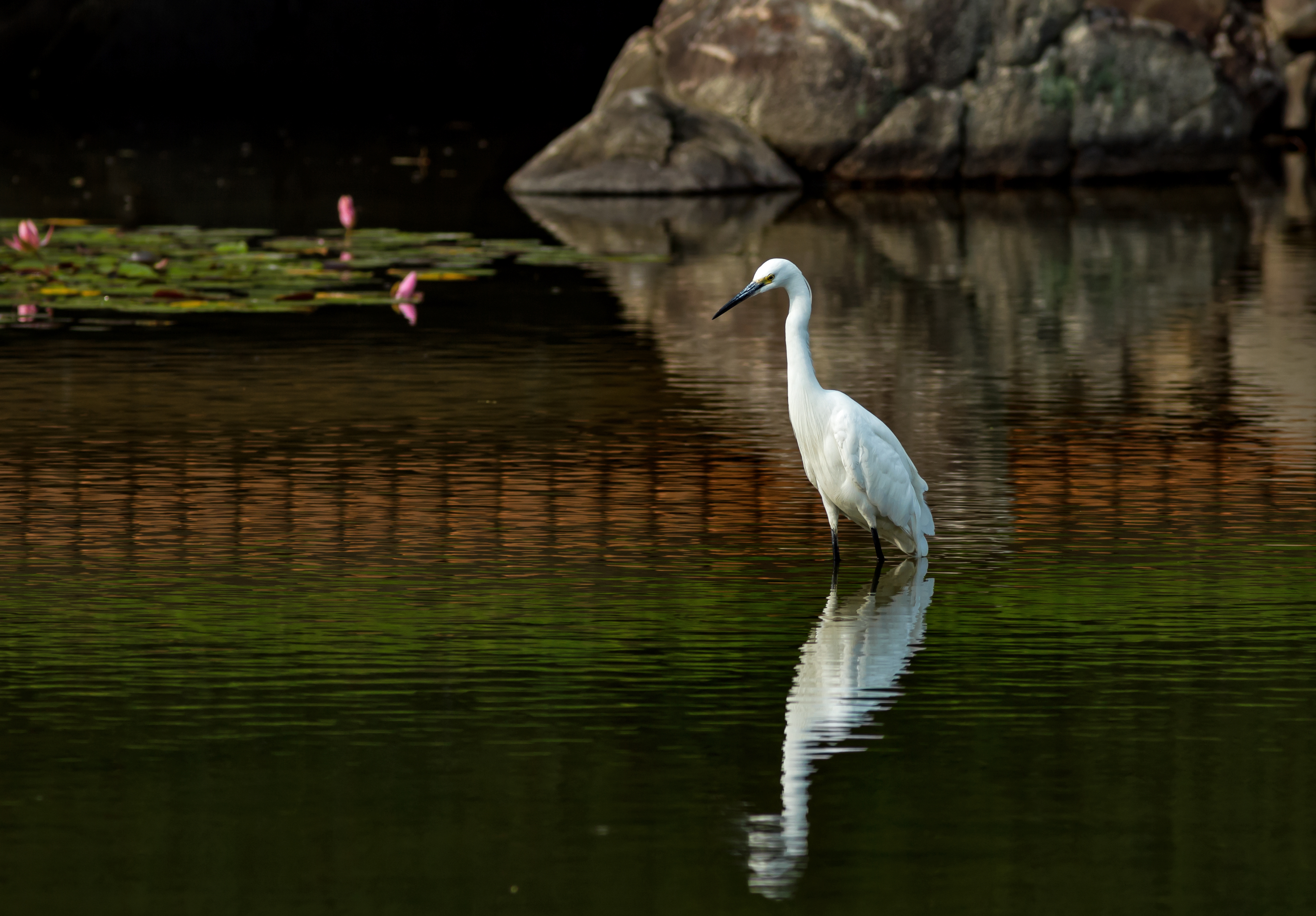
コサギ（慶沢園にて）